# Dryfy
Dryfy – drugi album studyjny polskiej piosenkarki Kasi Popowskiej, wydany 20 stycznia 2017 przez Universal Music Polska.
Materiał zgromadzony na płycie składa się z 12 piosenek. Producentem albumu jest Jakub Galiński.
Wydawnictwo promowały single: „Dryfy” oraz „Tyle tu mam” 

## Lista utworów
| Nr  | Tytuł utworu                        | Słowa          | Muzyka                   | Długość |
| --- | ----------------------------------- | -------------- | ------------------------ | ------- |
| 1.  | „Dryfy”                             | Kasia Popowska | Popowska                 | 3:32    |
| 2.  | „Tyle tu mam”                       | Popowska       | Popowska                 | 3:10    |
| 3.  | „Wiatraki”                          | Karolina Kozak | Popowska                 | 3:35    |
| 4.  | „Plaster”                           | Popowska       | Popowska                 | 3:30    |
| 5.  | „Nie boję się”                      | Kozak          | Popowska                 | 3:12    |
| 6.  | „Na zmianę”                         | Popowska       | Popowska                 | 3:31    |
| 7.  | „Szablonowy stan”                   | Kamil Durski   | Popowska, Jakub Galiński | 3:18    |
| 8.  | „Za późno”                          | Kozak          | Popowska                 | 4:05    |
| 9.  | „Skacz”                             | Popowska       | Popowska, Galiński       | 3:21    |
| 10. | „Lont”                              | Durski         | Popowska, Marcin Praski  | 3:25    |
| 11. | „Lustro”                            | Kozak          | Popowska, Galiński       | 3:10    |
| 12. | „Nim ktoś tu zapuka (Instrumental)” | Galiński       | Galiński                 | 2:41    |
|     |                                     |                |                          | 40:30   |